# Siège de Constantinople (1204)
Pour les articles homonymes, voir Siège de Constantinople.
Quatrième croisade
Batailles
- Zara
- Constantinople (1203) et (1204)

Le siège de Constantinople de 1204 par les Croisés (encore dénommés « Latins » ou « Francs ») lors de la quatrième croisade fait suite au premier siège et aboutit à la prise et au saccage de la capitale de l'Empire romain d'Orient (ou Empire byzantin). Après cela, l'empire latin de Constantinople est fondé et Baudouin VI de Hainaut se voit couronné empereur « latin » sous le titre de Baudoin Ier de Constantinople dans la cathédrale Sainte-Sophie. C'est un des épisodes majeurs du conflit entre les chrétientés grecque d'Orient et latine d’Occident.

## Contexte
Le coup d'État de 1195 avait permis à Alexis III de renverser son propre frère Isaac II en tant qu'empereur byzantin ; Isaac était désormais gardé prisonnier dans les geôles de Constantinople, où il avait été aveuglé.
Partis de Venise à l'été 1202, les croisés avaient été contraints par les Vénitiens, qui géraient le trajet par mer, à faire le siège de Zara ; en effet, en raison des dettes que les croisés lui devaient, Venise put les utiliser comme soldats et reprendre la cité entrée en rébellion depuis 1183.
Après la prise de Zara, une ambassade de Philippe de Souabe, marié à Irène Ange, fille d'Isaac II, proposa aux croisés une alliance avec son beau-frère le jeune prince byzantin Alexis, réfugié auprès de lui après l'usurpation du trône par son oncle Alexis III Ange. En échange d'une aide financière et militaire pour la suite de la croisade, il devait récupérer le trône de son père.
Ceux-ci acceptèrent et partirent en direction de Constantinople qu'ils prirent lors d'un premier siège, en juillet 1203. Isaac II fut rétabli avec son fils, désormais Alexis IV, mais ils tardèrent à payer et la cohabitation des Constantinopolitains avec les Francs fut difficile. Finalement, un coup d'État porte au pouvoir Alexis V Doukas ce qui décida les croisés à lancer l'assaut.

## Assauts
Le 9 avril 1204, l'armée d'Alexis V oppose une forte résistance, qui décourage les Croisés.
Les Grecs jettent d'énormes projectiles sur les engins de siège de l'ennemi, détruisant nombre d'entre eux. Les mauvaises conditions météorologiques ont gêné les assaillants. Le vent soufflait de la rive et empêchait la plupart des navires de se rapprocher des murs pour lancer une attaque. Seules cinq tours grecques sont prises et aucune d'entre elles ne peut être protégée ; en milieu d'après-midi, il est évident que l'attaque a échoué.
Les membres du clergé latin discutent de la situation entre eux et sur le message qu'ils souhaitent adresser à l'armée démoralisée. Ils doivent convaincre les hommes que les événements du 9 avril ne sont pas le jugement de Dieu pour le péché commis : la campagne qu'ils ont menée était juste et, avec la foi, elle devrait réussir. Le concept de Dieu testant la détermination des Croisés par des reculs temporaires est un moyen familier pour le clergé d'expliquer l'échec au cours d'une campagne.
Le message du clergé latin est conçu pour rassurer et encourager les Croisés. Leur argument selon lequel l'attaque de Constantinople est d'ordre spirituel s'appuie sur deux thèmes. Tout d'abord, les Grecs sont des traîtres et des assassins, car ils ont tué leur seigneur, Alexis IV. Le langage ecclésiastique incendiaire utilisé affirme que « les Grecs sont pires que les Juifs », et ils invoquent l'autorité de Dieu et du pape à prendre des mesures.
Bien que le pape Innocent III ait condamné l'attaque, la lettre du pape est dissimulée par le clergé latin. Les Croisés préparent leur propre attaque pendant que les Vénitiens attaquent à partir de la mer. L'armée d'Alexis V reste dans la ville pour résister à l'attaque avec, pour assurer la garde impériale, les Varègues.
Le 12 avril 1204, les conditions météorologiques sont enfin favorables aux Croisés. Un fort vent du nord aide les navires vénitiens à se rapprocher des parois des remparts. Après une courte bataille, environ soixante-dix croisés réussissent à pénétrer dans la ville. Des brêches sont ménagées dans les remparts, permettant le passage de plusieurs chevaliers à la fois. Les Vénitiens réussissent, depuis la mer, à prendre d'assaut les murs au terme de combats extrêmement sanglants avec les Varègues. Les Croisés s'emparent du secteur des Blachernes dans le nord-ouest de la ville et s'en servent de base pour attaquer le reste de la ville. Alexis V s'enfuit pendant la nuit.

## Saccage de la cité
Au cours de la nuit, des croisés allument, pour se protéger, un mur de feu qui incendie plus encore la ville. En dépit de leur serment et d'une menace d'excommunication, les Croisés infligent à Constantinople un sauvage pillage pendant trois jours au cours desquels de nombreuses œuvres grecques et romaines anciennes et médiévales sont détruites ou volées, les sanctuaires et les palais étant pillés.
Il a été dit que le montant total pillé à Constantinople était d'à peu près 900 000 marcs d'argent. Les Vénitiens ont reçu 150 000 marcs qui leur étaient dus, alors que les Croisés ont reçu 50 000 marcs. 100 000 autres marcs d'argent ont été répartis entre les Croisés et les Vénitiens. Le reste des 600 000 marcs d'argent a été secrètement gardé par de nombreux chevaliers. Les résidents latins de Constantinople, quant à eux, ont ainsi pris leur revanche sur le massacre des Latins de 1182.

## Suites
Selon les termes du traité de partage, l'empire est réparti entre Venise et les dirigeants de la croisade. L'Empire latin de Constantinople est créé. Boniface de Montferrat n'est pas élu comme nouvel empereur, bien que les citoyens aient semblé le considérer comme tel. Les Vénitiens ont pensé qu'il avait trop de liens avec l'ancien empire à cause de son frère, Rénier de Montferrat, qui avait été marié à Marie Comnène, impératrice dans les années 1170 et 1180. Ils ont plutôt mis Baudouin de Flandre sur le trône. Ce dernier est couronné empereur dans la cathédrale Sainte-Sophie sous le titre de Baudouin Ier de Constantinople. Boniface part fonder le royaume de Thessalonique, un État vassal de l'Empire latin qui vient d'être créé. Les Vénitiens fondent aussi en mer Égée le duché de Naxos. Naissent également le principauté d’Achaïe, le duché d’Athènes, la seigneurie de Négrepont.
À la suite du siège, Antalya fut dirigée par un certain Aldobrandini, un aventurier d'origine toscane, jusqu’à la prise de la ville par les Seldjoukides en 1207. Dans les îles, divers aventuriers s’installent, dont Marino Dandolo, pour Andros, les frères Andrea et Geremia Ghisi pour Tinos, Mykonos et des Sporades, les Barozzi et les Querini (peut-être installés plus tardivement).
Pendant ce temps, de nombreux nobles byzantins réfugiés loin de la capitale profitent du vide politique pour fonder leurs propres États et revendiquer la succession de l'Empire romain. Les plus notables étant l'empire de Nicée, fondé par Théodore Lascaris (parent d'Alexis III), l'empire de Trébizonde fondé par les Comnènes, et le despotat d'Épire, fondé par Michel Ier Comnène Doukas. Il y en a d’autres moins connus : Sabas Asidénos qui s'empare de Sampson et de la basse vallée du Méandre, Manuel Maurozomès qui s’établit dans la vallée supérieure du Méandre, comprenant les villes de Colosses et Laodicée du Lycos,, Théodore Mangaphas qui prend le contrôle de Philadelphie, Léon Sgouros qui établit une seigneurie à Nauplie et Argolide, et étend sa domination jusqu’à Thèbes, et l’aristocrate local Léon Gabalas transforme l'île de Rhodes en État indépendant.

## Demande de pardon et réconciliation entre les Églises catholique et orthodoxe
Huit cents ans après la quatrième croisade, le pape Jean-Paul II a exprimé à deux reprises sa douleur au sujet des événements de 1203-1204. En 2001, il a écrit à Christodule Ier, archevêque d'Athènes, en disant : « Il est tragique que les assaillants, qui visaient à garantir le libre accès pour les chrétiens de Terre Sainte, se fussent retournés contre leurs frères dans la foi. Le fait qu'ils soient chrétiens latins remplit les catholiques d'un profond regret ». En 2004, alors que Bartholomée Ier, patriarche de Constantinople, visitait le Vatican, Jean-Paul II a demandé : « Comment pouvons-nous partager, après huit siècles, la douleur et le dégoût ». Cela fut considéré comme une demande de pardon à l'Église orthodoxe grecque du fait du terrible massacre perpétré lors de la quatrième croisade.
En avril 2004, dans un discours sur le 800e anniversaire de la prise de la ville, le patriarche œcuménique Bartholomée Ier a formellement accepté les excuses du Pape Jean-Paul II. « L'esprit de réconciliation est plus fort que la haine », a-t-il dit au cours d'une liturgie en présence de l'archevêque catholique romain de Lyon Philippe Barbarin. « Nous recevons avec gratitude et respect votre geste cordial pour les événements tragiques de la quatrième croisade. C'est un fait que le délit a été commis ici dans la ville il y a 800 ans ». Bartholomée Ier expliqua que son acceptation était issue de l'esprit de Pâques : « L'esprit de la réconciliation de la résurrection … nous incite à la réconciliation de nos Églises ».